# Бедфорд (Ню Йорк)
Бедфорд (на английски: Bedford) е град в окръг Уестчестър, щат Ню Йорк, Съединени американски щати. Намира се на 15 km източно от река Хъдсън. Населението му е 17 962 души (по приблизителна оценка от 2017 г.).

## Известни личности
Починали в Бедфорд
- Джон Джей (1745 – 1829), политик
- Джоузеф Манкевич (1909 – 1993), режисьор